# Miconia fruticulosa
Miconia fruticulosa är en tvåhjärtbladig växtart som beskrevs av Célestin Alfred Cogniaux. Miconia fruticulosa ingår i släktet Miconia och familjen Melastomataceae. Inga underarter finns listade i Catalogue of Life.